# Venedig-Kommission
Die Venedig-Kommission (Europäische Kommission für Demokratie durch Recht) ist eine Einrichtung des Europarates, die Staaten verfassungsrechtlich berät. Eigenen Angaben zufolge spielt sie „eine führende Rolle, wenn es gilt, in Osteuropa Verfassungen auszuarbeiten, die den Normen des europäischen Verfassungsrechtsbestands entsprechen“.

## Gründung
Die Kommission wurde am 10. März 1990 vom Ministerkomitee des Europarates gegründet. Im Jahr 1989 waren die Mauer und der Eiserne Vorhang gefallen; zahlreiche mitteleuropäische Länder des Ostblocks hatten ihre Unabhängigkeit von der Sowjetunion errungen (Revolutionen im Jahr 1989). Sitz der Kommission ist Straßburg.

## Mitglieder
Die Kommission hat 61 Vollmitglieder. Ihr liegt ein erweitertes Abkommen des Europarats zugrunde, so dass auch Staaten, die nicht zum Europarat gehören, Vollmitglieder werden können. Alle 47 Mitgliedstaaten des Europarats sind Mitglieder der Kommission, außerdem Algerien, Brasilien, Chile, Costa Rica, Israel, Kasachstan, Kirgisistan, die Republik Korea, Marokko, Mexiko, Peru, Tunesien und die USA.
Belarus ist assoziiert, Argentinien, der Heilige Stuhl, Japan, Kanada und Uruguay sind Beobachter, Südafrika und die Palästinensische Autonomiebehörde haben einen besonderen Kooperationsstatus.
Die Kommissionsmitglieder sind Fachleute für Verfassungs- und Völkerrecht, Verfassungsrichter, Mitglieder nationaler Parlamente und hohe Beamte. Diese werden von den Mitgliedsstaaten für eine Amtszeit von vier Jahren ernannt. Sie handeln jedoch als unabhängige Experten und nicht auf Weisung ihrer nationalen Regierung. Präsident ist Gianni Buquicchio.

## Tätigkeit
Zu den Tätigkeiten der Kommission zählen:
- Begutachten nationaler Verfassungsentwürfe
  - z. B. Georgien, Albanien, Nordmazedonien, Russland, Serbien, Ukraine, Ungarn, zum Konflikt um Transnistrien und zu verfassungsrechtlichen Fragen in Bosnien-Herzegowina, Liechtenstein (Verfassungsentwurf des Fürstlichen Hauses von 2002)[5]
- Beobachten von Wahlen und Referenden wie in Georgien,[6] Armenien und Moldawien,
- Zusammenarbeit mit den Verfassungsgerichten sowie
- Gutachten, Studien und Seminare über Staatsrecht.

Gestützt auf ihre Erfahrungen veröffentlicht die Venedig-Kommission immer wieder Zusammenstellungen (so genannte Compilations) zu den drei Themenbereichen Demokratische Institutionen und Menschenrechte, Justiz sowie Wahlen, Volksabstimmungen und politische Parteien. Grosse Beachtung fand auch die 2016 von ihr veröffentlichte „Rule of Law Checklist“. Diese umfangreiche Broschüre enthält eine Auflistung von Kriterien, die bei der Beurteilung helfen, ob es sich bei einem Staat um einen Rechtsstaat handelt respektive ob ein von einem Staatsorgan an den Tag gelegtes Verhalten rechtsstaatlich ist.
Ende Mai 2024 forderte die Kommission von Georgien die Rücknahme des Gesetzes über „ausländische Agenten“.
Im Januar 2025 äußerte sich die Kommission zur in einem „Dringlichen Bericht über die Aufhebung von Wahlergebnissen durch Verfassungsgerichte“ zur Annullierung der Präsidentschaftswahl in Rumänien 2024.

## Veröffentlichungen
Die Kommission gibt seit 1993 die Zeitschrift Bulletin on Constitutional Case-Law heraus, die drei Mal jährlich erscheint. Sie betreibt außerdem eine Datenbank mit Urteilen von Verfassungsgerichten aus aller Welt (CODICES).
Am 19. Oktober 2002 beschloss die Kommission in Venedig Leitlinien für einen Verhaltenskodex bei Wahlen. Unter anderem soll das Wahlrecht im Zeitraum von unter einem Jahr vor einer Wahl nicht verändert werden.